# Museo archeologico di Travo
Il museo archeologico di Travo è un museo archeologico con sede a Travo, all'interno del castello Anguissola, in provincia di Piacenza.

## Storia
A partire dal 1981 furono condotte, a cura della soprintendenza per i Beni Archeologici delle Province di Parma e Piacenza, in collaborazione con l'associazione culturale La Minerva, una serie di ricerche mirate all'approfondimento e alla ricostruzione delle attività legate alla presenza di insediamenti preistorici nella media val Trebbia.
Dal 1995 iniziarono le campagne di scavo nella località di Sant'Andrea, posta ai margini del centro abitato di Travo, sulle rive del fiume Trebbia, dove sono state ritrovate tracce di un insediamento neolitico. Da allora, periodiche campagne di scavo sono state organizzate tutti gli anni nella stagione estiva.
Il museo nacque nel 1997 per ospitare i reperti ritrovati nel sito archeologico di Sant'Andrea e in altri 175 siti posti lungo tutto il territorio della val Trebbia.
Dal luglio 2020 il museo e il parco archeologico sono gestiti dall'impresa culturale ArcheoVea.
Nel marzo 2023 il museo fu intitolato a Anna Maria Piana, insegnante scomparsa l'anno precedente che fu, a partire dagli anni '70, tra le principali animatrici della ricerca archeologica nel comune di Travo e nella val Trebbia; contestualmente all'intitolazione, tutto l'archivio personale della docente venne incluso nella collezione museale ed ospitato in una sala dedicata.

## Percorso museale
Il percorso museale comprende reperti la cui datazione è compresa tra il Paleolitico e l'alto Medioevo, suddivisi in sezioni divise in ordine cronologico. In particolare, i reperti risalenti al Neolitico recente provengono in buona parte dagli scavi del parco archeologico di Sant'Andrea, posto ai margini del centro abitato di Travo.
I reperti più antichi conservati all'interno del museo risalgono al periodo dell'uomo di Neanderthal (tra 100 000 e 40 000 anni fa) e sono manufatti realizzati a partire da schegge di rocce silicee ritrovate nelle prime propaggini collinari della val Trebbia e della limitrofa val Luretta. Alla parte finale del Paleolitico risale, invece, un nucleo di lame, ritrovato nella zona di Visignano.
Al Neolitico antico e medio appartengono pochi reperti, rinvenuti, rispettivamente, sui terrazzi fluviali nei pressi del fiume Trebbia in località Casa Gazza e Pieve Dugliara, e su alcuni pianori. Il periodo del Neolitico recente, è invece rappresentato da una serie di reperti provenienti dal parco archeologico di Sant'Andrea e ascrivibili alla cultura di Chassey.
All'età dei metalli risalgono rozzi frammenti ceramici caratterizzati da superfici scabre con decorazioni a squame, ascrivibili all'età del rame e probabilmente destinati all'uso quotidiano. Reperti risalenti all'età del bronzo provengono da uno scavo condotto nell'area della piscina di Travo e da alcuni siti posti in posizioni impervie a mezzacosta come la Pietra Perduca, dove è stata ritrovata una grossa spilla bronzea, infine, limitati sono gli oggetti provenienti dall'età del ferro: i pochi reperti testimoniano contaminazioni liguri nell'alta valle e etrusche nella bassa valle, come testimoniato dai ritrovamenti di ceramiche depurate, attiche e la fibula tipo Certosa.
Al periodo romano sono ascrivibili diverse testimonianze, tra le quali tubuli per il riscaldamento, tessere di mosaico, lastre di marmo, oggetti vitrei, ceramiche e uno specchio d'argento ritrovato sulla cima del monte Pillerone. Sempre all'epoca romana risalgono i ritrovamenti provenienti dal tempio di Minerva, santuario sacro alla dea e centro di pellegrinaggi provenienti da buona parte dell'Italia settentrionale, la cui effettiva localizzazione è ancora oggetto di indagini. Da questo tempio provengono diverse epigrafi, delle quali una, senza iscrizioni è conservata all'interno del museo insieme alle copie delle altre, i cui originali sono ospitati a Piacenza, nei musei di Palazzo Farnese.
Elementi altomedievali sono stati ritrovati tra il 2005 e il 2011 nei pressi del parco archeologico di Sant'Andrea dove è stato scoperto un insediamento dotato di necropoli, dipendente dall'abbazia di San Colombano di Bobbio. Da questo sito provengono  mattoni decorati con iscrizioni tipiche del VII secolo presenti anche nell'abbazia bobbiese, nonché due armille bronzee, gioielli tipici delle civiltà di stirpe germanica del VII secolo.

### Parco archeologico di Sant'Andrea
Il sito archeologico di Sant'Andrea, posto, così come il museo, all'interno del centro abitato di Travo, riferibile all'epoca del Neolitico recente, e scoperto all'inizio degli anni ottanta del XX secolo in una zona posta ai margini dell'abitato, vicino al corso del fiume Trebbia è considerato come parte integrante dell'itinerario museale.
Il parco archeologico, creato con i finanziamenti della regione Emilia-Romagna, del comune di Travo, della Comunità Europea e della Fondazione di Piacenza e Vigevano, nonché con la collaborazione della soprintendenza per i Beni Archeologici, permette di osservare in vista alcune strutture abitative preistoriche emerse durante le campagne di scavo effettuate a partire dal 1995.
Inoltre, all'interno del sito, sono state ricostruite con finalità didattiche e di protezione dei resti alcune delle capanne parte dell'originario insediamento neolitico. All'interno di questi edifici vengono organizzate attività che permettono di sperimentare le tecniche arcaiche di produzione della ceramica, tessitura, scheggiatura della selce e preparazione del cibo. Uno spazio appositamente ricreato e dotato di copie dei reperti effettivamente ritrovati nel sito permette la sperimentazione dei metodi di ricerca e di scavo archeologici tramite la partecipazione a campagne di scavo simulate.